# Mothais sur feuille
Pour les articles homonymes, voir Mothais.
Le mothais sur feuille est un fromage français au lait de chèvre. Il tire son nom de la commune de La Mothe-Saint-Héray, dans les Deux-Sèvres, mais sa zone de production est plus large. Il est produit dans la région du Poitou méridional, et plus précisément du sud des Deux-Sèvres, du sud de la Vienne, du nord de la Charente et de la Charente-Maritime. On le trouve depuis 1840 sur les marchés locaux.  
Un syndicat de défense du Mothais et Mothais sur feuille s'est constitué en 2002 pour protéger ce fromage et demander l'obtention d'une appellation d'origine contrôlée .
Cette appellation sera obtenue le 21 novembre 2024.

## Fabrication
C'est un fromage fabriqué à partir de lait de chèvre frais, cru et entier. Il est obtenu par un caillage très lent, et affiné sur une feuille de châtaignier ou de platane, qui va pomper l'humidité et ainsi  donner au mothais sur feuille une pâte plus souple, plus crémeuse et une croûte plus fine.
Il a une forme de disque de 10 à 12 cm de diamètre sur 2 à 3 cm de hauteur. Son poids à la vente varie de 180 à 200 grammes. Il contient 45 % de matière grasse.
Début 2007, sa production atteignait 200 tonnes environ, dont 85 tonnes en fromages fermiers.

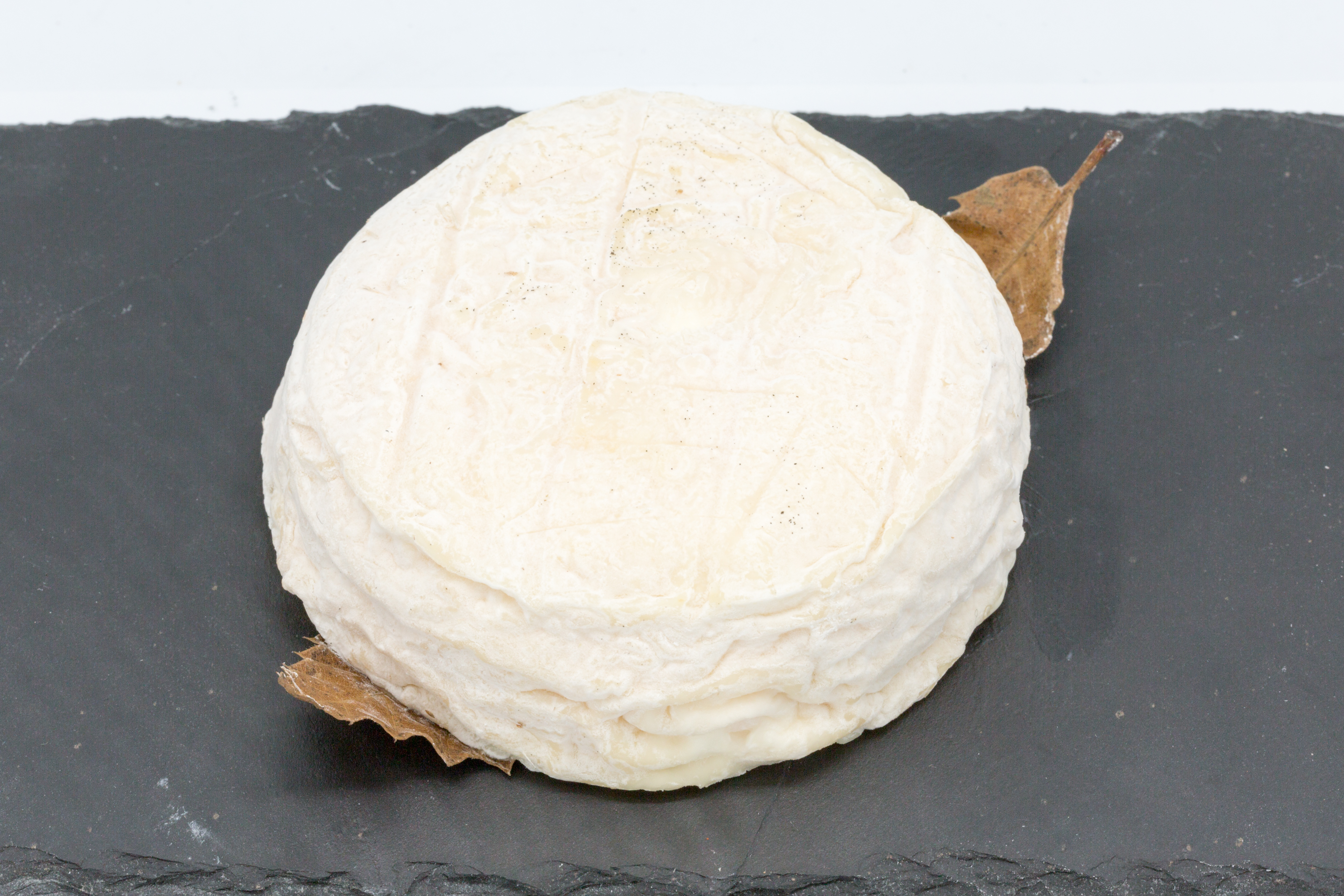
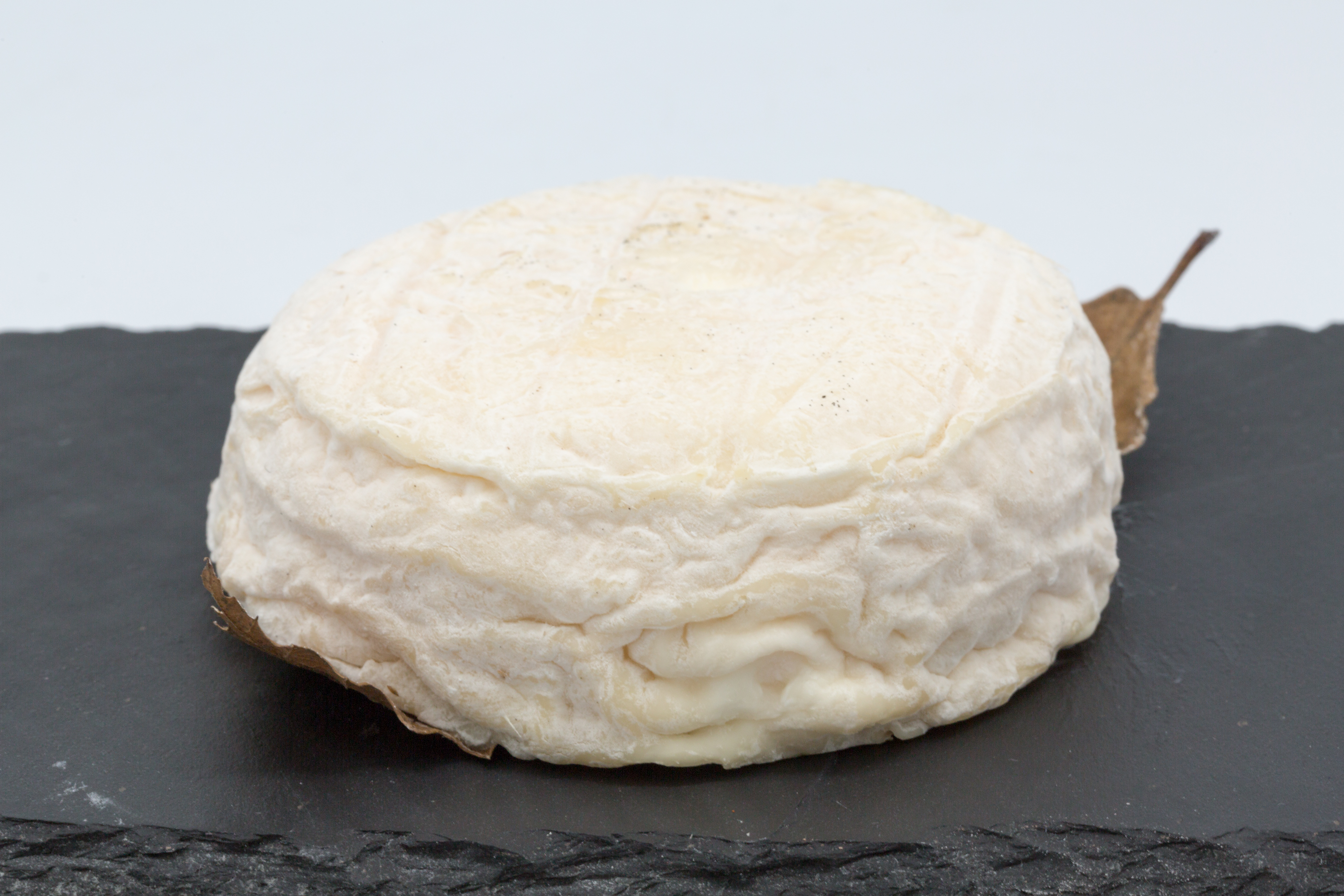
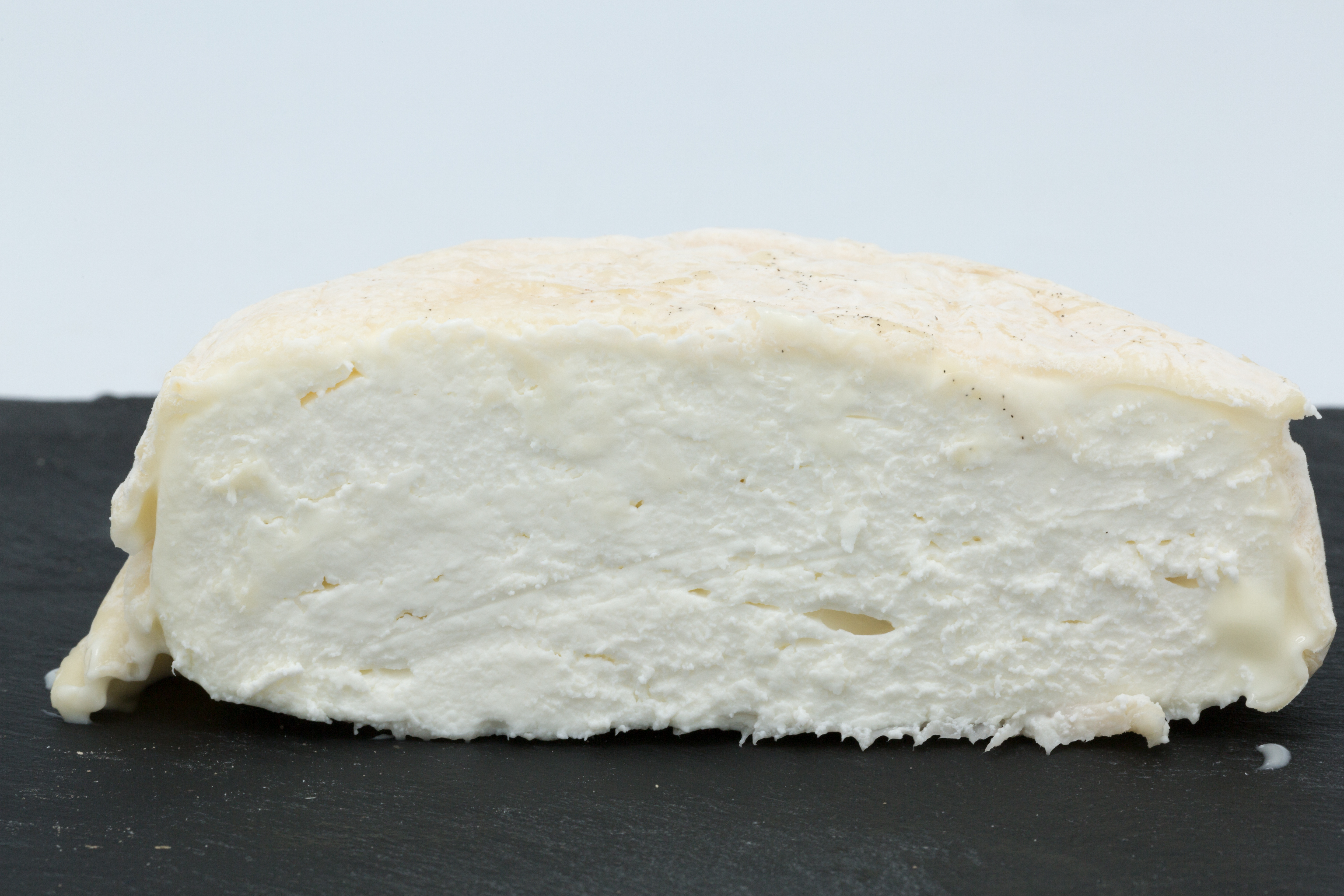

## Dégustation

### Conservation
Il se conserve au frais, dans le bac à légumes du réfrigérateur.
Pour apprécier pleinement ce fromage d’exception, il est préférable de le sortir du réfrigérateur quelques heures avant la dégustation afin qu’il atteigne une température ambiante. Frais, sec ou crémeux : c’est une affaire de goût, et de conservation. Le Mothais sur Feuille se marie parfaitement avec un bon pain de campagne et peut être accompagné d’un verre de vin blanc pour sublimer son goût.

### Vins conseillés
- champagne rose[5]
- vin blanc ou vin rouge de Touraine[2]
- vin rouge du pays charentais[2]

### Saisons conseillées
Il se mange du printemps à la fin de l'automne.

## Liens Externes
- Portail de la filière caprine en Charentes Poitou
- Syndicat de Défense du Mothais sur Feuille
- Site de la Fromagerie des Gors à Melle, rubrique Mothais sur feuille https://fromagerie-des-gors.fr/mothais-sur-feuille/